# سیندری
سیندری شهری در شهرستان گوئیباره در استان بام در بورکینافاسوی شمالی است و جمعیت آن ۲۴۰۵ نفر است.